# Abandon familial
Abandon familial reprezintă infracțiunea săvârșită de părintele sau soțul care, cu rea-voință, părăsește sau lasă, fără sprijin pe cei pe care este obligat să-i susțină material sau moral, precum și de acela care, cu rea-voință, nu-și îndeplinește obligațiile de întreținere stabilite printr-o hotărâre judecătorească. Infracţiune prevăzută de art. 305 C. pen., constând în săvârşirea de către acela care are obligaţia legală de întreţinere, faţă de cel îndreptăţit la întreţinere, a uneia dintre următoarele fapte: părăsirea, alungarea sau lăsarea fară ajutor expunân-du-1 la suferinţe fizice sau morale; neîndeplinirea cu rea-credinţă a obligaţiei de întreţinere prevăzute de lege; neplata cu rea-credinţă, timp de două luni, a pensiei de întreţinere stabilite pe cale judecătorească. Acţiunea penală se pune în mişcare la plângerea prealabilă a persoanei vătămate. împăcarea părţilor înlătură aplicarea pedepsei.
Acest articol conține text din Dicționarul enciclopedic român (1962-1966), aflat acum în domeniul public.